# Chunghwa Telecom
Chunghwa Telecom (中華電信S, Zhōnghuá DiànxìnP, Chung1-hua² Tien4-hsin4W) (NYSE: CHT, TWSE: 2412) è la più grande società di telecomunicazioni a Taiwan. Ha sede nel distretto Zhongzheng a Taipei.
Fu fondata il 1º luglio 1996 come parte di una serie di privatizzazioni della Repubblica cinese.